# Cal Sala (Sant Fruitós de Bages)
Cal Sala és una casa al nucli de Sant Fruitós de Bages (Bages) catalogat a l'Inventari del Patrimoni Arquitectònic de Catalunya. Anomenada "Cal Sala", data de principis de segle. Havia estat cansaladeria, raó per la qual a la rosassa del pinyó hi havia hagut un porc, que, fa poc, ha desaparegut. Era la seu de la granja Sala, raó per la qual els edificis veïns també havien estat dependències de la granja, així com els de l'altra banda de la carretera.
Casa benestant, de principis de segle amb dues plantes i golfes. L'estructura de la façana és simètrica, i se centra gràcies a un portal i un balcó amb finestres a cada costat coronada per un pinyó ondulat rematat amb ceràmica. A l'onda del mig, antigament hi havia una rosassa coronada per una pinya. Es veuen restes de sanefa esgrafiada, que capçava la façana per sota del pinyó. A l'entremig d'aquesta sanefa hi ha tres respiralls. Les reixes són de forja simple cargolada i amb rosasses estampades. Reformada fa poc, s'hi ha afegit un àtic.